# Flower (chanson de Kumi Kōda)
Pour les articles homonymes, voir Flower.
Singles de Kumi Kōda
Butterfly
(2005) Promise / Star
(2005)
Flower est le 17e single de Kumi Kōda sorti sous le label Rhythm Zone le 10 août 2005 au Japon. Il atteint la 4e place du classement de l'Oricon. Il se vend à 36 859 exemplaires la première semaine, et reste classé pendant 10 semaines, pour un total de 106 099 exemplaires vendus.
Flower a été écrite comme thème musical de la nouvelle Koibana et a été utilisé comme campagne publicitaire pour cette même nouvelle. Les paroles ont été écrites par l'auteur de la nouvelle, Yoshi. Flower se trouve sur le compilaton Best: First Things.

## Liste des titres
Toutes les paroles sont écrites par Yoshi.
| 1. | Flower                                   | Yasuo Ohtani | 4:42 |
| 2. | Flower (acoustic version)                | Yasuo Ohtani | 3:30 |
| 3. | Flower (instrumental)                    | Yasuo Ohtani | 4:41 |
| 4. | Flower (acoustic version) (instrumental) | Yasuo Ohtani | 4:26 |